# Beata Sturm

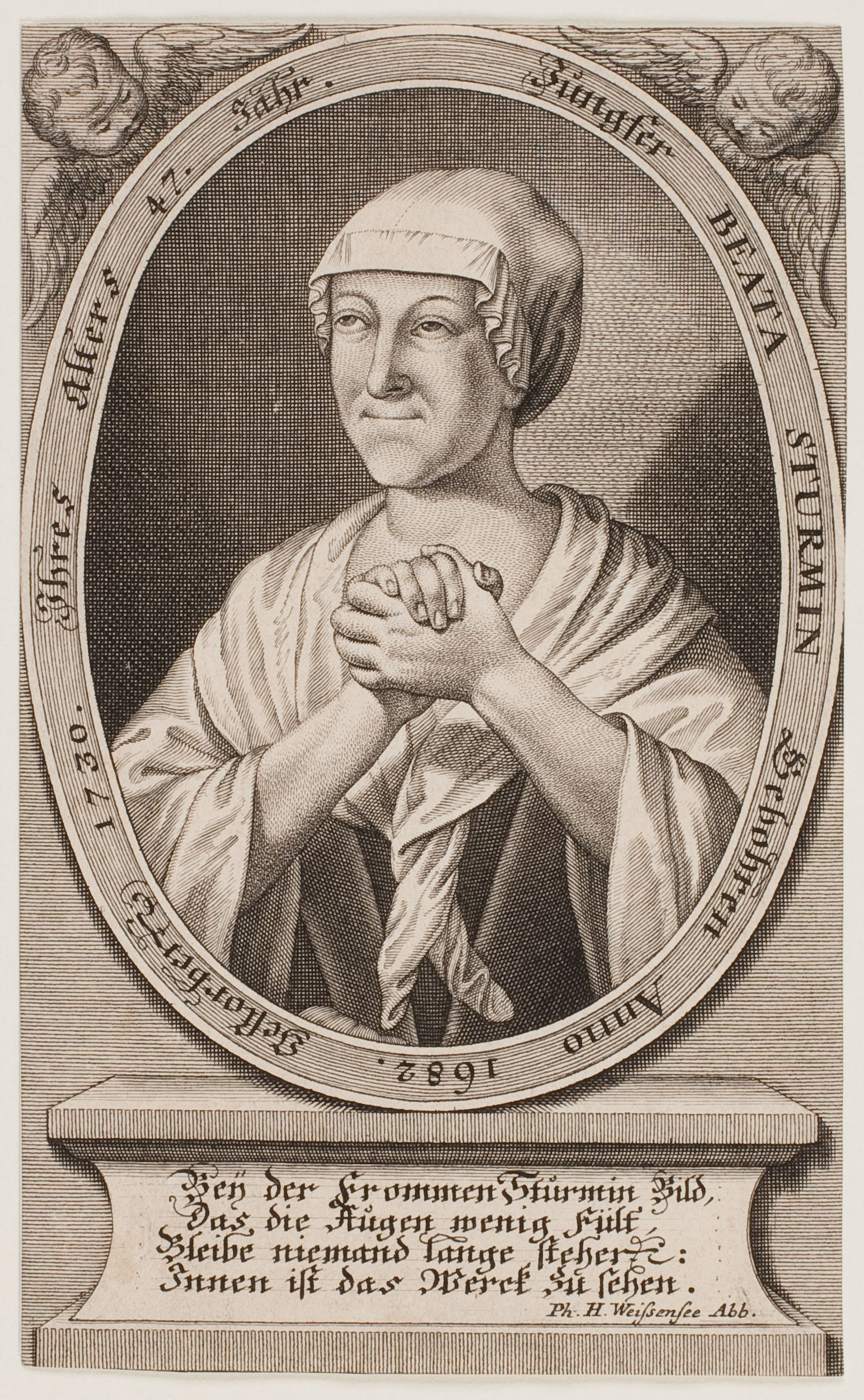
Beata Sturm

Beata Sturm (* 17. Dezember 1682 in Stuttgart; † 11. Januar 1730 ebenda) war eine württembergische Pietistin. Sie wurde in Anlehnung an die im Neuen Testament erwähnte wohltätige Tabea als die württembergische Tabea bekannt.

## Leben
Beata Sturm war die Tochter der Brigitta Beata Zeller, verheiratet mit dem Oberjustizrat und Doktor beider Rechte Johann Heinrich Sturm, der als Konsulent für die Landschaft tätig war. Wie ihre Geschwister wurde sie zunächst von einem Hauslehrer unterrichtet und lernte Lesen und Schreiben. Auf Grund einer Krankheit verlor sie schon in ihrer Jugend ihre Sehfähigkeit, die später durch mehrere Operationen nur eingeschränkt wiederhergestellt werden konnte. 
Ihr Vater stellte sich am 8. August 1693 den französischen Besatzungstruppen als Geisel, die Mutter starb im folgenden Monat. Nach vier Jahren kehrte der Vater aus der Gefangenschaft zurück und unterrichtete seine Kinder fortan selber, insbesondere in Bibelkunde. Beata Sturm soll die Bibel im Laufe ihres Lebens etwa 30 mal gelesen haben und sie besaß ein gutes Gedächtnis auch für mündliche Vorträge. 
Ihr Vater verstarb zu Beginn des Jahres 1709, wonach sie kurzzeitig bei Prälat Eisenwein, einem Bekannten ihres Vaters, in Blaubeuren und ab 1713 im Hause ihres älteren Bruders in Stuttgart lebte. Im Laufe der Zeit lernte sie auch andere Schriften Luthers kennen und schätzte insbesondere dessen Rechtfertigungslehre.
Unter Zurückstellung ihrer eigenen Bedürfnisse widmete sie sich selbstlos der Pflege der Armen, Kranken und Witwen, die sie mit Nahrungsmitteln, geistigem Beistand und aus ihrem eigenen bescheidenen Vermögen aus dem Verkauf des elterlichen Erbteils sowie aus erbetenen Spenden reicherer Bürger unterstützte. Sie verstarb nach kurzer Krankheit am 11. Januar 1730.
Beata Sturm blieb unverheiratet und galt als Muster pietistischer Frömmigkeit. Testamentarisch hatte sie die Hälfte ihres verbliebenen Vermögens für die öffentlichen Armenhäuser und die andere Hälfte ihren Brüdern bestimmt. Georg Konrad Rieger verfasste um 1730 eine Lebensbeschreibung von ihr, die unter den in Württemberg lebenden Pietisten verbreitet war und in der ihr der Name einer württembergischen Tabea beigelegt wird.
Um die Wende vom 19. zum 20. Jahrhundert waren ihre Briefe an ihren Vetter gedruckt erhalten, ebenso ihre Bibel mit den darin von ihr notierten Anmerkungen.
Sie gilt noch heute in pietistischen Kreisen als „Wohltäterin der Stadt“. Ihr Leben war vor allem bestimmt vom „Werk der tätigen Menschenliebe“, wie frühere Quellentexte berichten.